# Belisana tauricornis
Belisana tauricornis is een spinnensoort uit de familie trilspinnen (Pholcidae). De soort komt voor in Myanmar en is de typesoort van het geslacht Belisana.